# Luc Auguste Sangaré
Luc Auguste Sangaré (ur. 20 czerwca 1925 w Ségou, zm. 11 lutego 1998) – malijski duchowny katolicki, arcybiskup Bamako od 1962 do 1998.

## Życiorys
Święcenia kapłańskie otrzymał 12 września 1954 i został inkardynowany do diecezji Ségou. 

## Episkopat
10 marca 1962 został mianowany arcybiskupem archidiecezji Bamako. Sakry biskupiej udzielił mu 26 maja 1962 arcybiskup Émile Maury.